# Confetti (singolo)
Confetti è un singolo del gruppo musicale britannico Little Mix, pubblicato il 4 novembre 2020 come quarto estratto dal sesto album in studio omonimo.

## Descrizione
Il brano è stato scritto da Camille Purcell, Uzoechi Emenike, Maegan Cottone, Tom Barnes, Pete Kelleher, Ben Kohn ed è stato prodotto da questi ultimi tre. Musicalmente è stato descritto come un brano pop che rievoca le sonorità dei primi anni duemila.
Il 30 aprile 2021 è stata messa in commercio una nuova versione della canzone, la quale conta la partecipazione della rapper statunitense Saweetie.

## Video musicale
Un video musicale a supporto della versione remixata è stato reso disponibile su YouTube il 30 aprile 2021.

## Tracce
Download digitale – Remix
1. Confetti (feat. Saweetie) (Remix) – 3:05

## Classifiche

### Classifiche settimanali
| Classifica (2021) | Posizione massima |
| ----------------- | ----------------- |
| Belgio (Fiandre)  | 84                |
| Irlanda           | 17                |
| Portogallo        | 126               |
| Regno Unito       | 9                 |

### Classifiche di fine anno
| Classifica (2021) | Posizione |
| ----------------- | --------- |
| Regno Unito       | 92        |